# Gabriel Constantino
Gabriel Oliveira Constantino (Rio de Janeiro, 9 de fevereiro de 1995) é um atleta brasileiro. Nos 110 metros com barreiras, ele é o recordista sul-americano, com a marca de 13s18. 
Foi finalista nos 60m com barreiras no Campeonato Mundial Indoor de 2018, terminando em 6º lugar. Para se classificar para o campeonato, ele igualou o recorde sul-americano da prova, com 7s60.
Em 2018, na França, bateu o recorde sul-americano de 110m com barreiras, com o tempo de 13s23. Em julho de 2019, na Hungria, ele bateu novamente o recorde sul-americano de 110m com barreiras, com o tempo de 13s18.
Na Universíada de Verão de 2019, ele obteve a medalha de ouro, com a marca de 13s22.
Nos Jogos Pan-Americanos de 2019, em Lima, Gabriel chegou como favorito ao ouro, e se classificou para a final em 1º lugar, com o tempo de 13s42. Porém, na final, tropeçou em um dos obstáculos (o que ocorre com frequência neste esporte, mesmo em finais olímpicas, devido à dificuldade de saltar as 10 barreiras), terminando em último.